# Anders Fridén
Anders Fridén (ur. 25 marca 1973) – wokalista szwedzkiej grupy In Flames oraz zespołu Passenger.

## Kariera

### Początki
Fridén był początkowo wokalistą w grupie Dark Tranquillity, opuścił ją jednak aby dołączyć do zespołu In Flames. Mikael Stanne opuścił In Flames (był tylko muzykiem sesyjnym), w grupie Dark Tranquillity przeszedł z pozycji grającego na gitarze rytmicznej na pozycję głównego wokalisty, co ułatwiło Andersowi odejście. Fridén był także głównym wokalistą w grupie znanej pod nazwą Ceremonial Oath w której w przeszłości grał także jeden z założycieli In Flames, Jesper Strömblad.

### Od 1995: In Flames
Pierwsze materiały współpracy In Flames z Fridénem zawarte są na albumie z 1996 roku pod tytułem The Jester Race. Do płyty Whoracle teksty według pomysłu Andersa napisał Niklas Sundin z grupy Dark Tranquillity. W 1999 roku Fridén sam skomponował teksty do albumu Colony, jednakże Sundin wciąż pomagał mu tłumaczyć je z języka szwedzkiego na angielski. Tematyka jego utworów ewoluowała na przestrzeni czasów, początkowo dotyczyły one tematów ogólnych takich jak astrologia czy fantasy, później bardziej osobistych spraw i zmagań wewnętrznych (na przykład depresja).
Anders Fridén jest także wokalistą w grupie Passenger w ramach side projectu, jednak jak sam twierdzi, ma teraz bardzo mało czasu na pracę przy nim, więc projekt ów stoi w miejscu.
Dodatkowo Fridén znany jest również jako producent muzyczny, np. albumów grupy Caliban (The Opposite from Within, The Undying Darkness).
Anders Fridén wystąpił również gościnnie na albumie The Phantom Novels metalowej grupy Grievance. Jest głównym wokalistą w utworach  Atrocity Upon Deceptions, A Devil's Rhyme i  The Mask of Sin. Album ten był nagrywany mniej więcej w tym samym czasie co płyta Reroute to Remain zespołu In Flames.
Image Fridéna zmienił się mocno po wydaniu albumu Reroute to Remain. Zapuścił brodę, a ze swoich długich włosów zrobił dredy. Zmienił się także styl jego wokalu. Swój niski, chrapliwy deathmetalowy growl zamienił na wysokotonowy growl uzupełniany czystym śpiewem.